# Il diario di Bridget Jones (film)
Il diario di Bridget Jones (Bridget Jones's Diary) è un film del 2001 diretto da Sharon Maguire.
Si tratta di una commedia romantica britannica basata sul romanzo omonimo di Helen Fielding. A sua volta quest’ultimo è frutto della riorganizzazione dei testi alla base di alcune rubriche fisse di Fielding sui giornali The Independent e The Daily Telegraph, che all’epoca riscossero molto successo tra i lettori.
La storia, ispirata al romanzo Orgoglio e pregiudizio e alla popolare serie TV del 1995, racconta la vita, in tono umoristico, di una trentenne inglese (Bridget Jones) che trova il suo posto nel mondo, nonostante gli ostacoli.
L'attrice Renée Zellweger è stata candidata all'Oscar come miglior attrice protagonista, per la sua interpretazione del personaggio di Bridget Jones.
Ha avuto tre sequel: Che pasticcio, Bridget Jones! (2004), Bridget Jones's Baby (2016) e Bridget Jones - Un amore di ragazzo (2025).

## Trama
(Bridget Jones)
Bridget Jones è una trentenne frustrata, sovrappeso, un po' troppo incline al fumo, all'alcool e alle figuracce, con tre migliori amici (Jude, Shazzer e Tom) single come lei. È invaghita del suo capo al lavoro, Daniel Cleaver, brillante e donnaiolo.
Il giorno di Capodanno viene invitata, come ogni anno, al buffet freddo a base di tacchino al curry di sua madre, che tenta in ogni modo di accasarla con "un noiosone di mezza età con i capelli a cespuglio". È così che fa la conoscenza di Mark Darcy, un avvocato dei diritti umani che si mostra altezzoso e scostante nei suoi confronti. Le sue parole spingono però Bridget a ragionare, e decide di riprendere in mano la sua vita cominciando un diario in cui scrivere tutta la verità su di sé e riproporsi di cambiare.
L'anno comincia nondimeno con la solita routine, fin quando non prende a scambiarsi messaggi in ufficio con Daniel, prima per caso, poi sempre più di frequente. Alla presentazione di La Moto di Kafka Bridget rincontra Mark e riesce ad avere una cena con Daniel in persona, durante la quale quest'ultimo le rivela di essere stato il testimone di nozze di Mark, suo amico dai tempi di Cambridge, e che il loro legame si è infranto quando Mark è stato a letto con la fidanzata di Daniel. La serata si conclude nel migliore dei modi e Bridget e Daniel instaurano una relazione.
Dopo una minifuga romantica nel fine settimana, Bridget scopre che Daniel, per nulla cambiato nelle sue abitudini di donnaiolo, la tradisce con Lara, una sua collega americana. Di primo acchito si dispera, ingrassa, dopodiché decide di non farsi distruggere da lui e cerca lavoro ottenendo un posto in televisione e affrontando Daniel a testa alta.
Nel frattempo, ad una cena di coppie felicemente sposate, Mark fa un'inaspettata dichiarazione a Bridget, affermando che lei gli piace "così com'è". Anche questa volta riesce a far riflettere molto Bridget, che inizia a cambiare opinione su di lui. Grazie a Mark riesce anche ad ottenere una vittoria importante sul lavoro, nell'intervistare Kafir Aghani ed Eleanor Eeney, marito e moglie in lotta per far valere i diritti di lui, un curdo che rischiava la morte se fosse stata accolta la richiesta della propria estradizione dal Regno Unito.
Bridget decide di festeggiare organizzando una cena con i suoi amici, lo stesso giorno del suo compleanno, alla quale per una serie di circostanze partecipa anche Mark. Le cose tra i due sembrano andare per il verso giusto, finché non compare Daniel per scusarsi con Bridget e dirle di non averla mai dimenticata. Si scatena un litigio tra i due uomini che culmina con un'aperta rissa per le strade. Bridget si infuria con Mark, ma rivela a Daniel di star ancora cercando qualcuno migliore di lui e non intende riprendere la loro storia.
Più tardi la donna viene a sapere che in realtà è stato Daniel ad andare a letto con l'ormai ex moglie di Mark, così Bridget fa irruzione durante una festa a casa dei coniugi Darcy per porgere le sue scuse a Mark e dirgli che lui le piace "così com'è", alla stessa maniera in cui lo aveva detto Mark in passato. Lui però deve partire per gli Stati Uniti, e lascia Bridget col cuore spezzato.
Gli amici di lei cercano di tirarla su organizzando un weekend a Parigi, ma quando Bridget sta per andarsene si presenta Mark, tornato dagli Stati Uniti solo per lei. Quando i due salgono a casa di lei e Bridget lo lascia un attimo da solo, Mark legge il diario che lei aveva lasciato aperto sul tavolo, dove trova una serie di invettive contro di lui scritte da Bridget nel passato. Mark va via dall'abitazione e non appena Bridget se ne rende conto lo insegue, incurante di essere praticamente in mutande, per implorarlo di tornare... e scopre che lui stava soltanto andando a comprarle un diario nuovo, per cominciare una nuova pagina insieme, e alla fine si baciano.

## Temi
Helen Fielding ha creato un personaggio in grado di riflettere i problemi e le preoccupazioni dei lettori ma senza dimenticare il pubblico di sesso maschile. Il diario di Bridget Jones, più che un romanzo femminista, è una nuova rappresentazione della guerra fra i sessi.

Il film si concentra sulle abitudini sessuali contemporanee attraverso i conflitti di coppia e la ricerca di un amore duraturo.
(Eric Fellner)
La storia si ispira, come ammette la stessa scrittrice, a Orgoglio e pregiudizio di Jane Austen. Sono rappresentate molte delle ansie che colpiscono i trentenni degli anni novanta. Pur trattandosi di una commedia romantica in cui la protagonista desidera innamorarsi, Bridget rompe tutti gli stereotipi che da sempre caratterizzano il genere e si presenta come un'eroina fuori da ogni standard: fuma, beve troppo, ha quotidiani problemi con la bilancia, commette errori stupidi uno dopo l'altro. In definitiva, è un'eroina adatta a uomini e donne che aspirano a non soffrire più le pene d'amore in un'epoca caratterizzata dal "sesso senza impegno" e dai manuali di autosostegno.

## Produzione
Il diario di Bridget Jones nasce il 28 febbraio del 1995 come rubrica fissa della giornalista Helen Fielding, sul quotidiano britannico The Independent.
Con sarcasmo, la scrittrice descrive ogni settimana il punto di vista di una donna sopra i trent'anni, single, che cerca amore e stabilità in un mondo post-femminista. La rubrica ha avuto un tale successo che diventa un romanzo nel 1996. Il risultato è stato sorprendente: il libro ha venduto più di 10 milioni di copie in tutto il mondo nei primi sette anni. Bridget Jones diventa così un fenomeno culturale mondiale, per la prima volta un personaggio di fantasia simboleggiava problemi e aspirazioni delle donne del tardo XX secolo. La calorosa accoglienza del romanzo ne ha decretato la strada verso il grande schermo.
I produttori Tim Bevan e Eric Fellner ne riconoscono il potenziale prima ancora che diventi un bestseller: solo durante la lavorazione le vendite salgono a 4 milioni di copie.
Dopo un anno e mezzo di ricerche, Helen Fielding propose di affidare la regia a Sharon Maguire, con una lunga esperienza nel campo dei documentari ma esordiente su un lungometraggio. Con un budget di circa 42 milioni di dollari, la produzione della commedia fu a carico della StudioCanal e della Working Title Films.
Della distribuzione si occupò la Universal Pictures ad eccezione degli Stati Uniti dove fu invece distribuita dalla Miramax Films.
L'adattamento cinematografico ha presentato alcune sfide tecniche. Il pensiero di Bridget, onnipresente nel libro che è infatti strutturato come un diario, è difficilmente comunicabile in un film. Mantenendo la trama e lo spirito del romanzo, lo sceneggiatore Andrew Davies, che ha scritto la sceneggiatura per la serie televisiva Orgoglio e pregiudizio del 1995, ha lavorato con Helen Fielding per tradurre le preoccupazioni di Bridget Jones in uno stile cinematografico. Con l'aiuto di Richard Curtis, sono state aggiunte alla storia alcune situazioni nuove e divertenti per rendere il film una commedia brillante.

### Cast

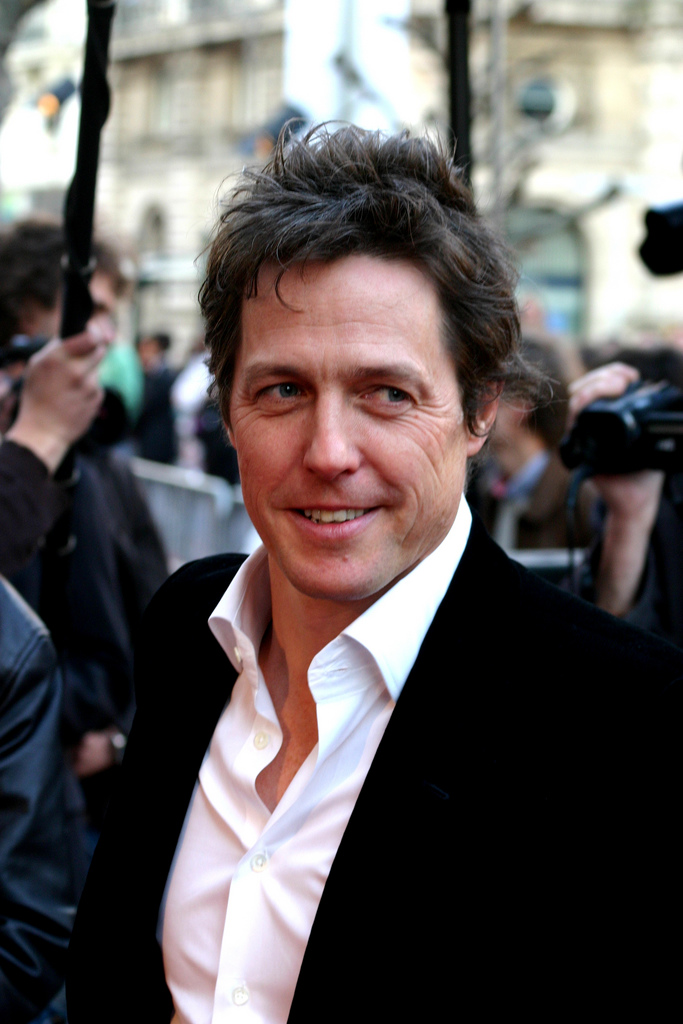
Hugh Grant è Daniel Cleaver.

Il successo del film dipendeva principalmente dall'interpretazione dell'attrice scelta per interpretare Bridget Jones e dalla sua capacità di far identificare le donne con il personaggio. L'elemento chiave era trovare una Bridget con un'immagine che piacesse al pubblico. Inoltre, doveva dare l'impressione di essere una persona che crede ancora nelle favole e, contemporaneamente, avere un carattere stupidamente impulsivo. La scelta arrivò dopo una ricerca di due anni fra diverse candidate, fra cui Kate Winslet, Toni Collette e Helena Bonham Carter. Kate Winslet, 25 anni all'epoca del film, fu ritenuta troppo giovane per la parte. Toni Collette rinunciò invece per via dei suoi impegni a Broadway. L'annuncio che la statunitense Renée Zellweger era stata scelta per il ruolo dell'inglese Bridget Jones provocò dei campanelli d'allarme nella stampa britannica. Per prima cosa Zellweger, prima dell'inizio delle riprese, è volata a Londra per studiare l'accento inglese. Al riguardo, Zellweger ha dichiarato:
(Renée Zellweger)

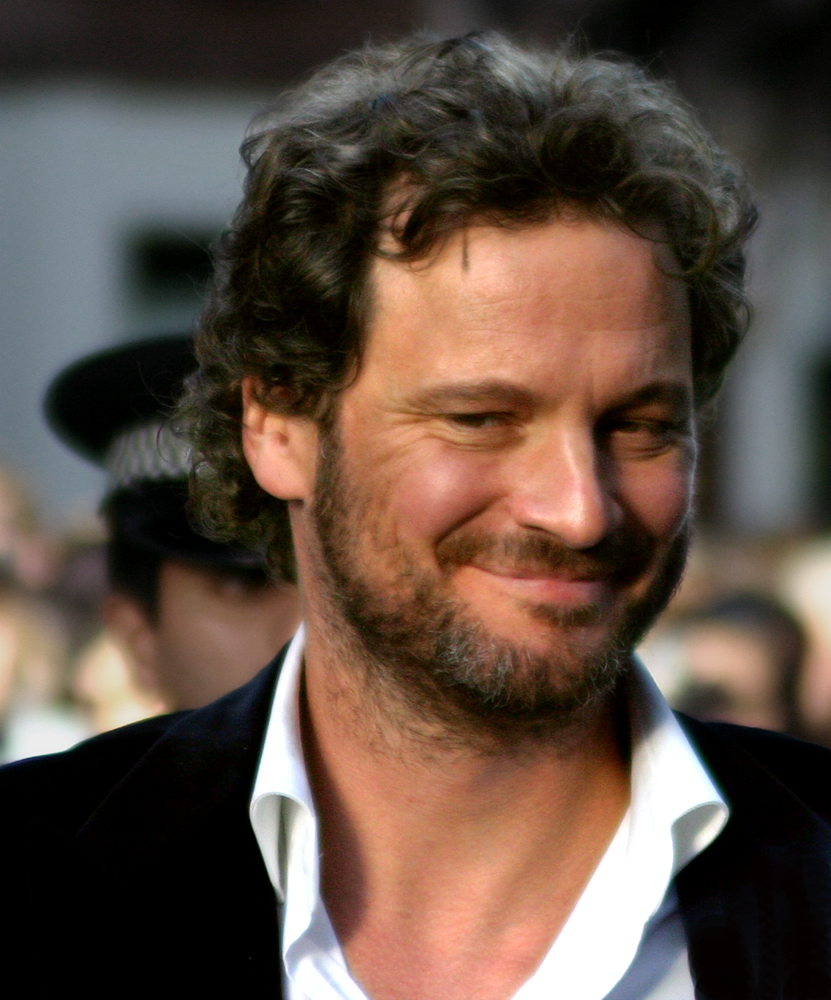
Colin Firth è Mark Darcy.

La sua professoressa di dizione fu Barbara Berkery, che aveva già lavorato con Gwyneth Paltrow nel film Shakespeare in Love e che la sottopose a esercizi quotidiani di ritmo e dizione per poter adottare un impeccabile accento britannico. Per perfezionare la trasformazione, i realizzatori le trovarono lavoro come tirocinante per due settimane presso la casa editrice Picador, dove prese telefonate, facendo caffè e fotocopie con il nome di Bridget Cavendish. Infine, per completare la sua trasformazione, l'attrice ha dovuto affrontare una delle prove più difficili della sua carriera: mettere su peso. La sua dieta fu a base di panini farciti con burro di arachidi, hamburger, pizze e bevande proteiche (cosa che non ha dovuto fare nell'ultimo sequel Bridget Jones’s Baby). Secondo la costumista Rachael Fleming, Renée sul set ha dichiarato: "Sono così grassa!". Grazie a questa dieta a base di cibo spazzatura prese circa 12 chili e raggiunse l'immagine fisica ideale per sottolineare l'aspetto più trascurato del suo personaggio.
Nel frattempo la produzione era alla ricerca di due attori che interpretassero i due corteggiatori di Bridget: due uomini completamente diversi fra loro e che fossero due rubacuori britannici. Per il ruolo dell'enigmatico e donnaiolo Daniel Cleaver, capo di Bridget alla casa editrice, fu scelto l'inglese Hugh Grant. Per la prima volta Hugh abbandona il ruolo dell'eroe romantico e rivela un lato più cinico e deprecabile. Già alla prima inquadratura, Daniel Cleaver mostra al pubblico la sua natura di cacciatore vizioso e rappresenta il tipo di uomo che Bridget non vuole. Al suo opposto c'è Mark Darcy, l'innamorato timido e tranquillo che non osa dire ciò che sente e porta ridicoli maglioni di lana regalati dalla madre senza protestare. Non è un segreto che Helen Fielding si fosse ispirata al Signor Darcy di Orgoglio e pregiudizio per crearne il personaggio. In aggiunta la scrittrice ha ammesso che, dopo aver visto Colin Firth nel ruolo di Darcy nell'adattamento televisivo del 1995, ha da sempre immaginato l'attore nel ruolo di Mark. Nel romanzo, la stessa Bridget ha una cotta per l'attore Colin Firth. Quindi, trovare il "vero amore" di Bridget non fu difficile. Colin Firth fu scelto non solo per la sua esperienza nel ruolo di Fitzwilliam Darcy, ma anche per la sua capacità di interpretare uno snob e altezzoso intellettuale all'inizio del film ma che potesse essere amato alla fine.
Fra gli altri attori che compaiono nella commedia:
- Jim Broadbent è il papà di Bridget
- Gemma Jones è la mamma di Bridget
- Celia Imrie è Una Alconbury
- James Faulkner è zio Geoffrey
- Shirley Henderson è Jude
- James Callis è Tom
- Sally Phillips è Shazzer

- Claire Skinner è Magda
- Charmian May è la signora Darcy
- Donald Douglas è il signor Darcy
- Neil Pearson è Richard Finch
- Paul Brooke è il signor Fitzherbert
- Embeth Davidtz è Natasha Glenville

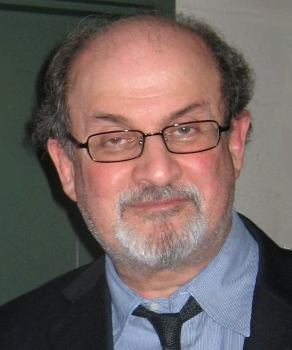
Lo scrittore Salman Rushdie.

- Patrick Barlow è Julian

#### Cameo
Nella scena del party organizzata dalla casa editrice dove lavora Bridget, appaiono alcuni scrittori nel ruolo di loro stessi, non accreditati:
- Salman Rushdie[23]
- Jeffrey Archer
- Julian Barnes[24]

Alla festa in maschera organizzata a casa dei genitori di Bridget è ospite Penny Husbands-Bosworth, interpretata dall'attrice Honor Blackman. Appare inoltre Crispin Bonham-Carter che nel 1995 ha interpretato il Signor Bingley nella serie televisiva della BBC "Orgoglio e pregiudizio" insieme a Colin Firth: nel film è un dipendente della casa editrice dove lavora Bridget. Lo si può notare durante la presentazione del libro e quando Bridget si licenzia.

### Riprese

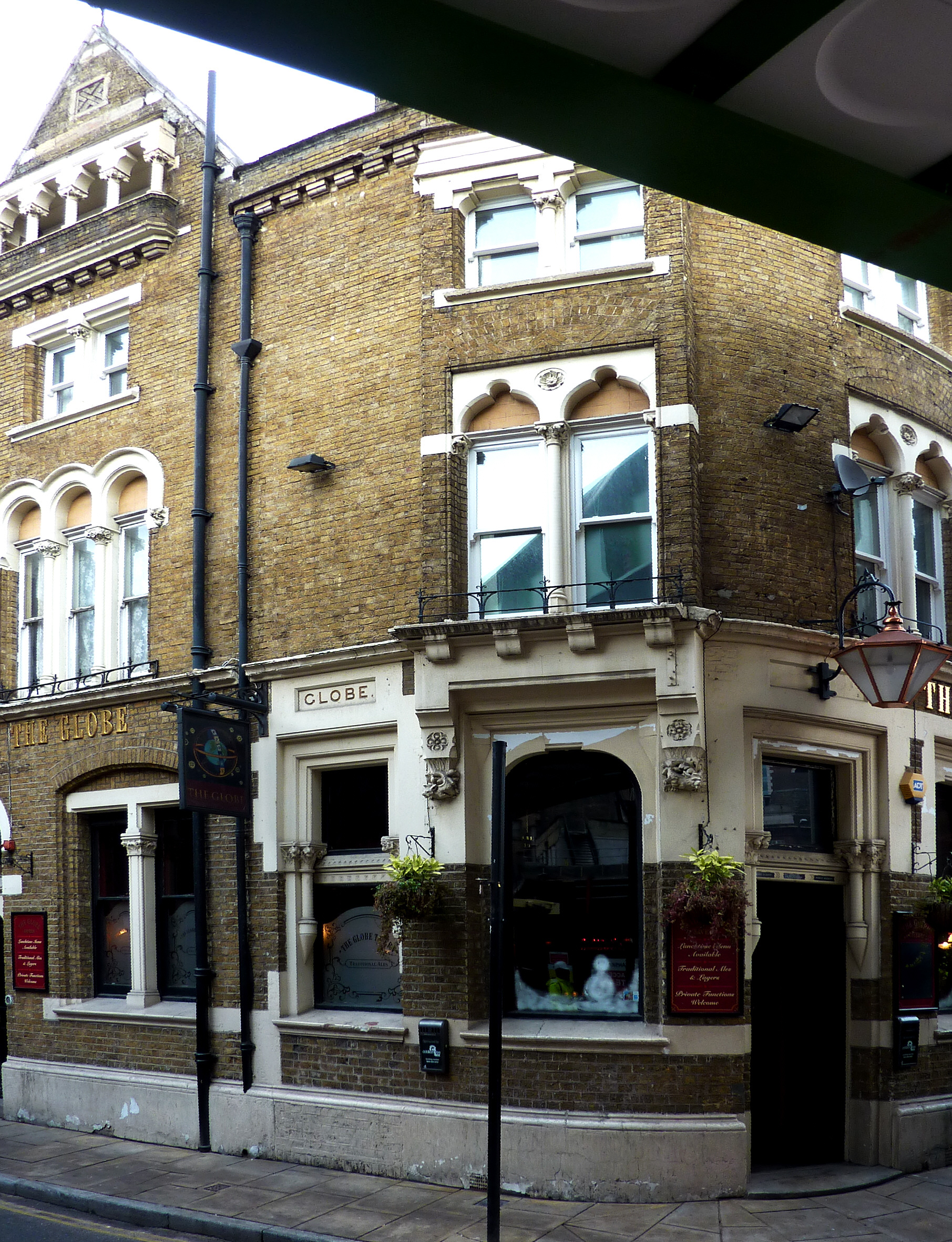
Il pub The Globe Tavern di Southwark, scenario per la casa di Bridget Jones.

Le riprese di Il diario di Bridget Jones iniziarono il 16 maggio del 2000 a Londra. La troupe girò le riprese in varie parti della città per sei settimane. Tra queste, la Globe Tavern di Southwark a sud-est della capitale dove sorge la casa di Bridget Jones, il quartiere Shad Thames dove Bridget ha il suo primo appuntamento con Daniel, il Tate Modern è il set per il pomeriggio che Bridget trascorre con i suoi amici e la Royal Courts of Justice per la scena in cui Bridget cerca di ottenere un'intervista.

Furono inoltre utilizzate alcune località nelle vicinanze della metropoli, come il Club di Stoke Park nei pressi del villaggio di Stoke Poges (Buckinghamshire), dove Bridget e Daniel trascorrono il fine settimana insieme e la residenza di campagna Wrotham Park (Hertfordshire), che rappresenta la casa dei genitori di Mark Darcy.

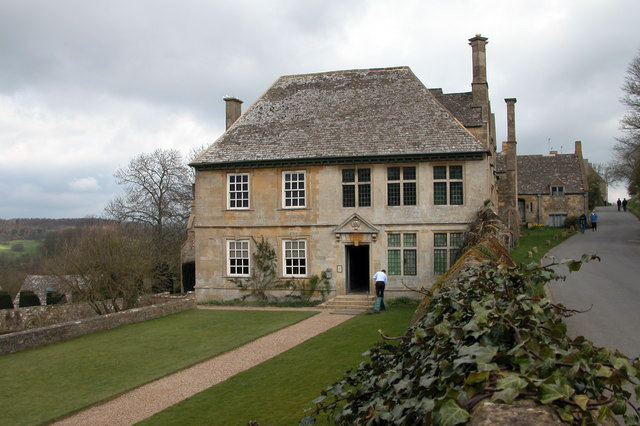
Snowshill Manor, residenza immaginaria dei genitori di Bridget.

Da ricordare anche il villaggio di Snowshill nel Worcestershire, dove i vicoli e le fattorie inglesi sono state utilizzate per rappresentare il set dove sorge l'abitazione dei genitori di Bridget. In questa città gli attori e i tecnici trascorsero quattro giornate non solo per girare le scene in questione, ma anche per trasformare l'ambiente circostante in base al passare delle stagioni.
Il film, come il libro, racconta la storia di Bridget da un Natale all'altro. Pertanto, le case e i loro giardini dovevano passare dall'estate più calda all'inverno più freddo in poche ore. Per trasformare il villaggio di Snowshill in un set invernale, a metà del mese di luglio, la troupe ha potato alberi e fiori, installato abeti, Babbo Natale e luci di Natale sulle case, e coperto il suolo con la neve. Questa trasformazione fu messa in scena anche in alcune strade di Londra che, per trasmettere l'idea del cambiamento di stagione, dovevano essere coperte di neve. 
Dopo sei settimane di girato in esterno, la troupe si trasferì agli Shepperton Studios per filmare gli interni, soprattutto la casa di Bridget. Il suo appartamento è stato reso in uno stile ispirato al film Colazione da Tiffany, con un'aria rétro anni cinquanta e tinte pastello. Le camere furono arredate con scaffali pieni di manuali di auto-sostegno e con mobili decorati da souvenir e fotografie di amici. Inoltre, sia la camera che il bagno dovevano mostrare il disordine di Bridget con vestiti appesi ovunque, letto disfatto e posaceneri traboccanti di sigarette. Le riprese terminarono ufficialmente l'8 agosto 2000.

## Colonna sonora
La colonna sonora è stata selezionata e composta dal compositore britannico Patrick Doyle e spazia da moderne canzoni pop ai classici del rhythm and blues. Mantenendo lo spirito del film, l'album vede una forte predominanza di interpretazioni femminili, a partire dal grande successo dance di Chaka Khan I'm Every Woman, fino a Sheryl Crow, Shelby Lynne, e Gabrielle. Oltre a Doyle, unici uomini inclusi sono Robbie Williams (presente con due brani), Van Morrison e Marvin Gaye in duetto con Diana Ross.
Nella tracklist appaiono alcune cover tra cui:
- Have You Met Miss Jones?, brano jazz del 1937 reso famoso da Frank Sinatra e qui interpretato da Robbie Williams.
- It's Raining Men, scritta da Paul Jabara e Paul Shaffer e originariamente interpretata dalle Weather Girls nel 1982, la canzone è stata un successo commerciale del 2001 grazie all'interpretazione di Geri Halliwell contenuta nell'album.

Oltre a It's Raining Men di Geri Halliwell, anche "Out of Reach" di Gabrielle è stata pubblicata come singolo.

L'album è stato distribuito dal 16 aprile 2001 in Gran Bretagna, USA e Francia e in Italia dal 18 aprile 2001.

### Tracce
1. Shelby Lynne – Killin' Kind
2. Sheryl Crow – Kiss That Girl
3. Rosey – Love
4. Robbie Williams – Have You Met Miss Jones?
5. Jamie O'Neal – All by Myself
6. Tracy Bonham – Just Perfect
7. Shelby Lynne – Dreamsome
8. Robbie Williams – Not of This Earth
9. Gabrielle – Out of Reach
10. Van Morrison – Someone Like You
11. Geri Halliwell – It's Raining Men
12. Diana Ross e Marvin Gaye – Stop, Look, Listen (To Your Heart)
13. Chaka Khan – I'm Every Woman
14. Alisha's Attic – Pretender Got My Heart
15. Patrick Doyle – It's Only a Diary

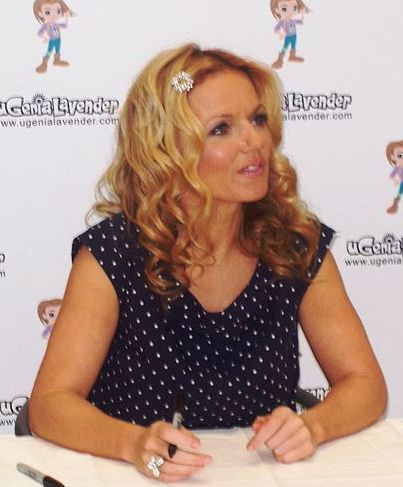
Geri Halliwell, interprete di "It's Raining Men" contenuta nella colonna sonora.

Altre canzoni non incluse nella tracklist originale:
- Perry Como - Magic Moments
- Andy Williams - Can't Take My Eyes Off You
- Aretha Franklin - Respect
- Renée Zellweger - Without You
- Aaron Soul - Ring Ring Ring
- The Pretenders - Don't Get Me Wrong
- Art of Noise - Peter Gunn

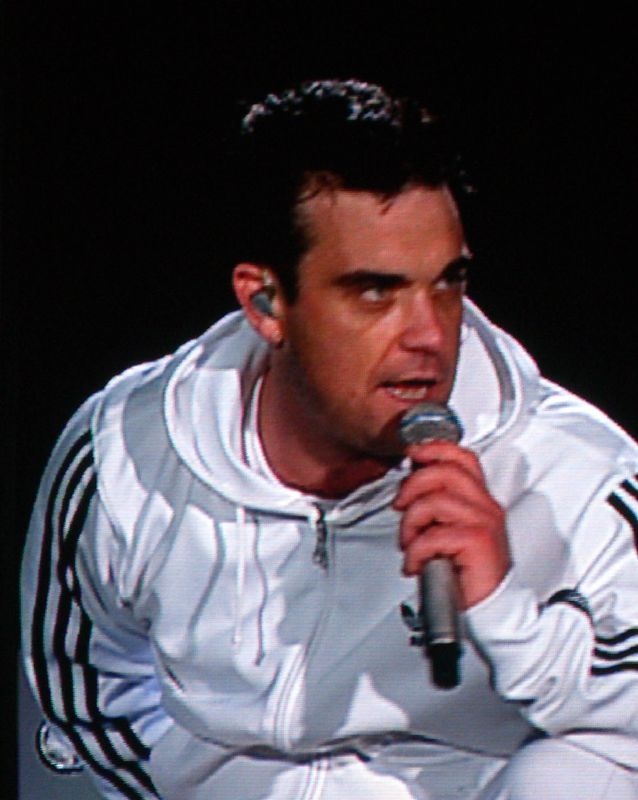
Robbie Williams, interprete di due brani contenuti nella colonna sonora.

- The Fifth Dimension - Up, Up and Away
- Every Bossa
- The Dramatics - Me and Mrs. Jones
- Julie London - Fly Me to the Moon
- Artful Dodger - Woman Trouble
- Christmas Green
- Diana Ross - Ain't No Mountain High Enough

### Classifiche[32]
| Paese (Classifica del 2001)       | Massima posizione | Numero settimane |
| --------------------------------- | ----------------- | ---------------- |
| Australia                         | 1                 | 23               |
| Austria                           | 1                 | 14               |
| Belgio (Fiandre)                  | 5                 | 11               |
| Belgio (Vallonia)                 | 5                 | 11               |
| Paesi Bassi                       | 1                 | 27               |
| Finlandia                         | 11                | 8                |
| Francia                           | 6                 | 14               |
| Svezia                            | 3                 | 15               |
| Norvegia                          | 1                 | 14               |
| Nuova Zelanda                     | 1                 | 15               |
| Spagna                            | 37                | 3                |
| Svizzera                          | 8                 | 15               |
| U.S.A Billboard 200 Chart         | 36                | 14               |
| U.S.A Billboard Soundtrack Albums | 14                | 12               |

## Distribuzione
La première britannica si tenne a Londra, nel quartiere West End il 4 aprile 2001.
La pellicola è stata presentata anche nelle seguente occasioni:
- 5 luglio 2001, Filmquart Film Festival (Norvegia)
- 14 luglio 2001, Festival internazionale del cinema di Karlovy Vary (Repubblica Ceca)
- 9 ottobre 2001, Cherbourg-Octeville Festival of Irish and British Film (Francia)

Negli Stati Uniti uscì il 13 aprile e in Italia il 19 ottobre.

### Date di uscita
Di seguito sono elencate, in ordine cronologico, le date di uscita del film ed il titolo (talvolta modificato) in alcuni stati del mondo.
- Regno Unito: Bridget Jones's Diary, 13 aprile 2001
- Stati Uniti d'America: Bridget Jones's Diary, 13 aprile 2001
- Canada: Bridget Jones's Diary/Le journal de Bridget Jones, 13 aprile 2001
- Taiwan, 28 aprile 2001
- Paesi Bassi, 7 giugno 2001
- Polonia: Dziennik Bridget Jones, 8 giugno 2001
- Spagna: El diario de Bridget Jones, 8 giugno 2001
- Israele, 5 luglio 2001
- Islanda, 13 luglio 2001
- Svezia: Bridget Jones dagbok, 18 luglio 2001
- Norvegia: Bridget Jones' dagbok, 20 luglio 2001
- Australia, 26 luglio 2001
- Nuova Zelanda, 26 luglio 2001
- Singapore, 26 luglio 2001
- Danimarca: Bridget Jones' dagbog, 27 luglio 2001
- Malaysia, 2 agosto 2001
- Filippine, 8 agosto 2001
- Repubblica Ceca, 9 agosto 2001
- Estonia, 10 agosto 2001
- Brasile: O Diário de Bridget Jones, 17 agosto 2001

- Belgio, 22 agosto 2001
- Germania: Bridget Jones - Schokolade zum Frühstück, 23 agosto 2001
- Ungheria: Bridget Jones naplója, 23 agosto 2001
- Svizzera: Bridget Jones - Schokolade zum Frühstück, 23 agosto 2001
- Finlandia: Bridget Jones - elämäni sinkkuna, 24 agosto 2001
- Messico: El diario de Bridget Jones, 25 agosto 2001
- Corea del Sud, 1º settembre 2001
- Hong Kong, 6 settembre 2001
- Lituania, 7 settembre 2001
- Argentina: El diario de Bridget Jones, 13 settembre 2001
- Giappone, 22 settembre 2001
- Perù: El diario de Bridget Jones, 27 settembre 2001
- Egitto, 10 ottobre 2001
- Francia: Le journal de Bridget Jones, 10 ottobre 2001
- Bulgaria, 12 ottobre 2001
- Grecia: To imerologio tis Bridget Jones, 12 ottobre 2001
- Italia: Il diario di Bridget Jones, 19 ottobre 2001
- Turchia: Bridget Jones'un günlügü, 26 ottobre 2001
- Kuwait, 8 gennaio 2002

## Accoglienza

### Incassi
A fronte di un budget di 26 milioni di dollari, il film ebbe un ottimo riscontro al botteghino incassando, in tutto il mondo, oltre 280 milioni di dollari.
Nel solo Regno Unito il film ha incassato $60,296,418 mentre negli Stati Uniti d'America il film ha incassato $71,543,427. Ha totalizzato 10,7 milioni di dollari durante il suo primo weekend, ne guadagnò altri $10,1 la settimana successiva, cominciando poi a calare.
Fu il 14º film in termini di guadagni assoluti dell'anno nel mondo.
Il diario di Bridget Jones è 52º nella classifica dei cento film di tutti i tempi, lista basata sugli ingressi nei cinema britannici.

### Critica

#### Critica internazionale
La scelta di Renée Zellweger come protagonista sollevò inizialmente forti obiezioni da parte dei giornalisti britannici che volevano una donna inglese nel ruolo di Bridget Jones. Renée riuscì a superare qualsiasi barriera culturale tra Stati Uniti e Gran Bretagna, impeccabile il suo accento inglese, e dimostrò il successo della decisione del direttore del cast. Infatti, all'uscita del film, i critici lodarono l'attrice e le sue capacità di dare consistenza alla trama e sostenere il peso del film. Per la rivista Time "Sono Hugh Grant e Renée a brillare in maniera irresistibile". La sua interpretazione le ha anche procurato una nomination all'Oscar.
Per quanto riguarda la regia, la maggior parte dei critici criticò il ritmo di alcune scene non sostenuto a dovere. Tuttavia, di Sharon Maguire fu apprezzato il sottile umorismo che diede uno stile molto british a un film basato sul potere delle parole.

#### Critica italiana
Bettina Villani di MYmovies.it sottolinea l'umorismo e la leggerezza, punto di forza del film, che "è racchiusa proprio in questo sorriso leggero e disimpegnato su una delle tante ragazze ultraventenni". L'accento sulla superficialità e sull'eccessiva tendenza alla banalizzazione fa conferire dal sito un punteggio di 2 su 5.
Il Dizionario Morandini 2003 critica il film definendolo "nella prima parte una commedia di infallibile prevedibilità, simpaticamente ironica e innocua, che poi scivola nelle cadenze trite di una soap opera".
Opinione simile per Maurizio Porro del Corriere della Sera che scrive "Il film, fintamente profondo, se ne sta ben protetto nell'estetica del carino, fra sospiri e gaffes: è sempre al limite dello humour, ma forse il meglio rimane nelle intenzioni", ma elogia l'interpretazione di Zellweger: "(il film) si salva per un bel terzetto di attori fra cui Zellweger che fa davvero scintille nel ritratto della single imbranata e nevrotica, figlia della classe media inglese, che beve, fuma, mangia e fantastica troppo. E ci tocca nel profondo quando fa di tutto, da zitella irresitibile salvata da un lieto fine da favola, per rovinarsi il cuore. Pensando a Jane Austen."

## Riconoscimenti
- 2002 - Premio Oscar
  - Nomination Migliore attrice protagonista a Renée Zellweger
- 2002 - Golden Globe
  - Nomination Miglior film commedia o musicale
  - Nomination Miglior attrice in un film commedia o musicale a Renée Zellweger
- 2002 - Premio BAFTA
  - Nomination Miglior film britannico a Tim Bevan, Eric Fellner e Jonathan Cavendish
  - Nomination Migliore attrice protagonista a Renée Zellweger
  - Nomination Miglior attore non protagonista a Colin Firth
  - Nomination Miglior sceneggiatura non originale a Helen Fielding, Andrew Davies e Richard Curtis
- 2002 - Screen Actors Guild Awards
  - Nomination Miglior attrice protagonista a Renée Zellweger
- 2002 - Empire Awards
  - Miglior film britannico
  - Nomination Miglior attore britannico a Hugh Grant
  - Nomination Miglior attrice protagonista a Renée Zellweger
  - Nomination Miglior debutto a Sharon Maguire
- 2001 - European Film Awards
  - Miglior attore (Premio del Pubblico) a Colin Firth
  - Nomination Miglior film a Tim Bevan, Jonathan Cavendish, Eric Fellner
  - Nomination Miglior regia (Premio del Pubblico) a Sharon Maguire
  - Nomination Miglior attore (Premio del Pubblico) a Hugh Grant
- 2002 - Premio Goya
  - Nomination Miglior film europeo a Sharon Maguire
- 2002 - MTV Movie Awards
  - Nomination Miglior bacio a Renée Zellweger e Colin Firth
- 2002 - Satellite Award
  - Nomination Miglior film commedia o musicale
  - Nomination Migliore attrice in un film commedia o musicale a Renée Zellweger
  - Nomination Miglior attore in un film commedia o musicale a Colin Firth
  - Nomination Miglior attore non protagonista in un film commedia o musicale a Hugh Grant
- 2002 - Premio Amanda
  - Nomination Miglior film straniero a Sharon Maguire
- 2001 - Bogey Awards
  - Bogey Award
- 2001 - British Comedy Awards
  - Nomination Miglior film commedia
- 2002 - Critics' Choice Movie Award
  - Nomination Migliore attrice protagonista a Renée Zellweger
- 2002 Evening Standard British Film Awards
  - Miglior sceneggiatura a Richard Curtis, Andrew Davies, Helen Fielding
  - Peter Sellers Award for Comedy a Hugh Grant
- 2002 - Grammy Award
  - Nomination Miglior compilation dalla colonna sonora
- 2002 - Dallas-Fort Worth Film Critics Association Awards
  - Nomination Miglior attrice protagonista a Renée Zellweger
- 2002 - Golden Trailer Awards
  - Nomination Miglior film commedia
  - Nomination Miglior film straniero
- 2002 - London Critics Circle Film Awards
  - Sceneggiatore britannico dell'anno a Helen Fielding, Andrew Davies e Richard Curtis
- 2001 - Teen Choice Awards
  - Nomination Miglior alchimia alla coppia Renée Zellweger e Hugh Grant
- 2002 - WGA Award
  - Nomination Miglior sceneggiatura a Helen Fielding, Andrew Davies e Richard Curtis
- 2002 - Czech Lions
  - Nomination Miglior film straniero a Sharon Maguire
- 2001 - Golden Schmoes Awards
  - Nomination Attrice dell'anno a Renée Zellweger
- 2001 - Golden Screen
  - Golden Screen
- 2002 - USC Scripter Award
  - Nomination Miglior sceneggiatura a Helen Fielding, Andrew Davies, Richard Curtis
- 2001 - World Soundtrack Awards
  - Canzone originale dell'anno non ripresa da un album a Patrick Doyle